# Нестеренко, Иван Максимович
Иван Максимович Нестеренко (1918—1943) — заместитель командира 3-го стрелкового батальона по политической части 309-го гвардейского стрелкового полка (109-я гвардейская стрелковая дивизия, 10-й гвардейский стрелковый корпус, 44-я армия, Южный фронт), гвардии капитан.

## Биография
Родился в 1918 году в селе Каплуновка Краснокутского района Харьковской области (Украина). Окончил 9 классов.
В 1939 году был призван в Красную Армию. В действующей армии — с ноября 1941 года.
Его дивизии в ходе Мелитопольской операции была поставлена задача прорвать оборону противника. Были созданы штурмовые группы. Командиром одной из групп был назначен Нестеренко. 26 сентября 1943 года в районе села Зелёный Гай (Запорожская область) штурмовая группа Нестеренко овладела несколькими траншеями противника. Немецкая пехота при поддержке танков несколько раз пыталась восстановить утраченное положение. При отражении одной из контратак Нестеренко погиб.
1 ноября 1943 года за образцовое выполнение боевых заданий командования и проявленные при этом отвагу и геройство Нестеренко присвоено звание Героя Советского Союза посмертно. Награждён орденом Ленина.
Похоронен в братской могиле в селе Вишневое Токмакского района Запорожской области (Украина).